# Rafael Cortés
Rafael Cortés, vollständiger Name Rafael Cortés Álvarez (* 21. Dezember 1973 in Gelsenkirchen-Horst) ist ein Flamencogitarrist, der als Kind spanischer Eltern in Essen aufwuchs und sowohl durch die Virtuosität seines Spiels als auch die Qualität seiner Musik internationale Aufmerksamkeit erringen konnte.

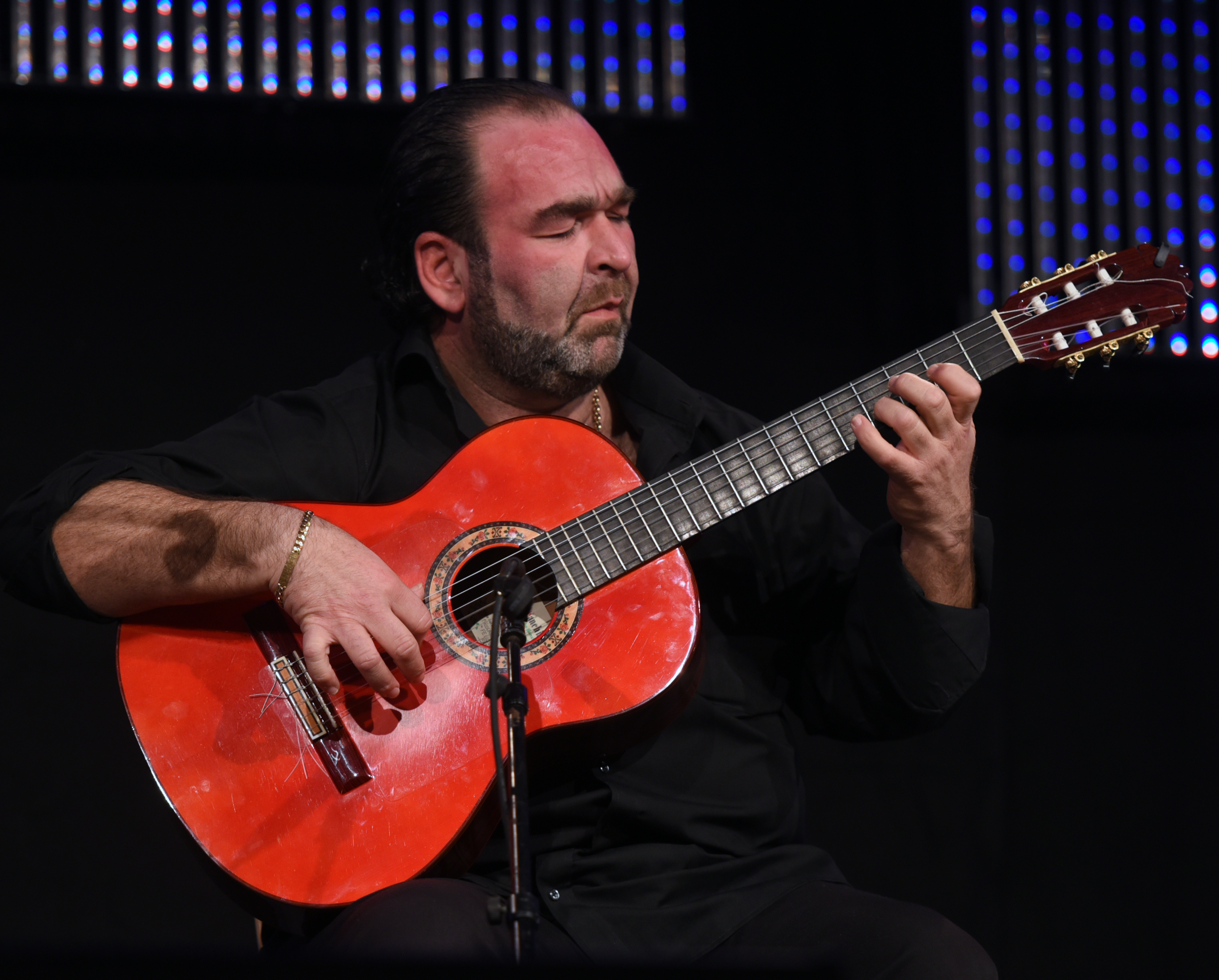
Rafael Cortés auf dem Hamburger Gitarrenfestival 2018

## Leben und künstlerische Laufbahn

### Familiärer Hintergrund
Der Großvater väterlicherseits, Octavio Cortés Maya war bereits als Flamencogitarrist tätig gewesen, entschied sich aber aufgrund der unsicheren Wirtschaftslage in seiner Heimat gegen eine Karriere als Berufsmusiker. So kamen seine Großeltern in den 1960er Jahren nach Deutschland, wo sie sich in der Ruhrgebietsstadt  Essen niederließen und wo sich auch seine Eltern kennenlernten. Der Vater stammte aus Fuente Vaqueros in der Provinz Granada, seine Mutter aus Mieres in Asturien.
Rafael Cortés lebt in seiner Heimatstadt Essen. Sein Sohn Rafael „Fali“ Cortés hat ebenfalls das Spiel der Flamencogitarre erlernt und absolvierte bereits mit jungen Jahren erste Konzerte mit seinem Vater.

### Künstlerischer Werdegang
Bereits im Alter von vier Jahren begleitete Rafael seinen Vater, der in seiner Freizeit gelegentlich als Flamencogitarrist eines Ensembles kleinere Auftritte in den spanischen Zentren des Ruhrgebiets hatte. Im Alter von neun Jahren fing er an, Tanz und Gesang verschiedener Flamencointerpreten zu begleiten. Zeitgleich nahm er Unterricht bei dem Sänger und Gitarristen Ángel Martínez „El Molinero“ und dem in Gelsenkirchen ansässigen, aus Córdoba stammenden Gitarristen José Urbano „El Macareno“. 

### Konzerttätigkeit

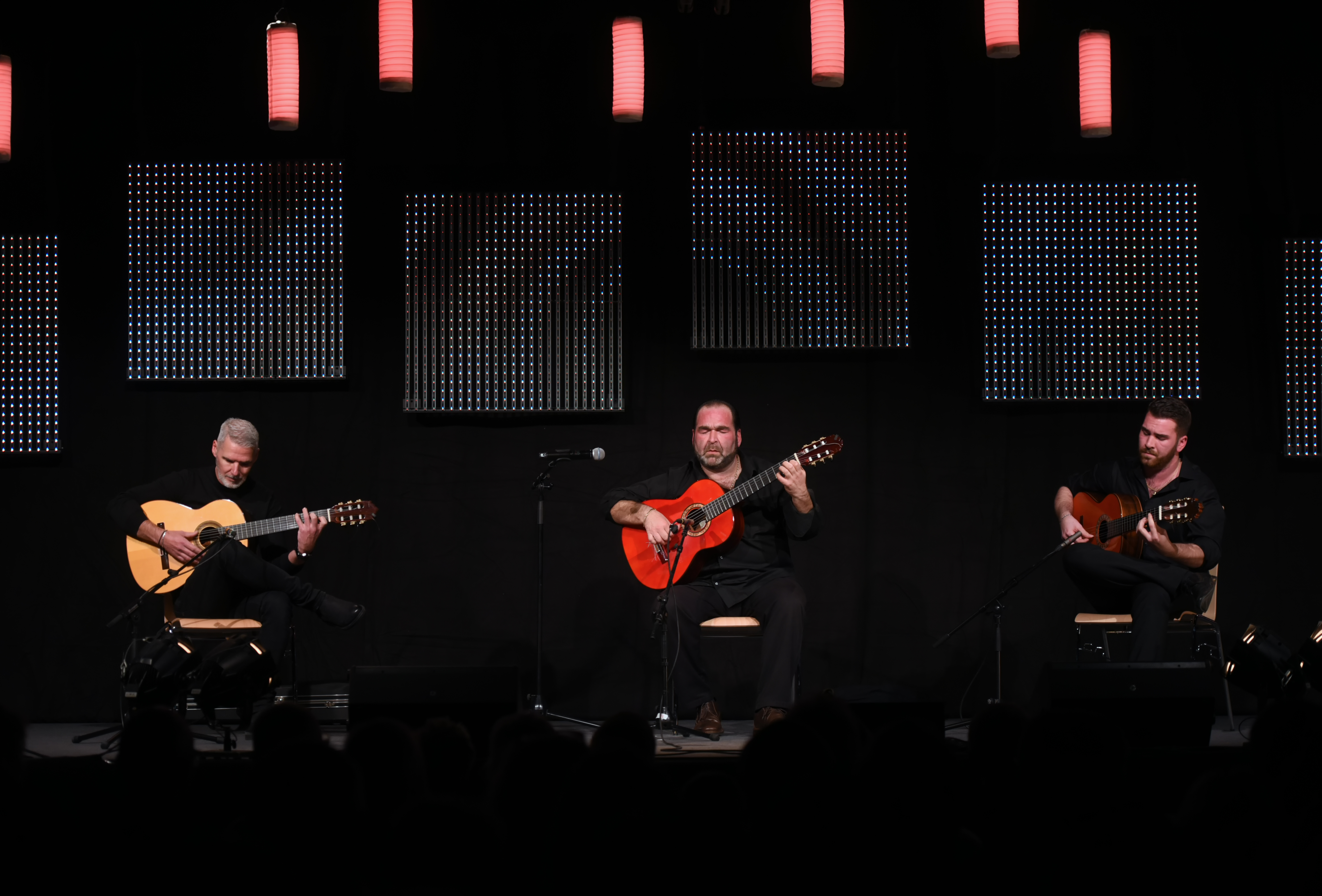
Juan Fernando „Juanfe“ Luengo, Rafael Cortés und Rafael „Fali“ Cortés (von links nach rechts) beim Hamburger Gitarrenfestival 2018

Schon mit seinem ersten Solokonzert in der Zeche Carl im Jahr 1985 im Alter von elf Jahren erregte Rafael Cortés Aufmerksamkeit. In den Folgejahren absolvierte er zahlreiche Konzerte, unter anderem auch als Begleiter der Tänzerinnen Concha Vargas und Carmen Ledesma. Er traf mit international bekannten Musikern zusammen, wie Paco de Lucía, Al Di Meola und Tommy Emmanuel, bei deren Deutschlandtourneen er oftmals die Gelegenheit zu einem gemeinsamen Bühnenauftritt bekam.

### Musikalisches Schaffen
Als Komponist kombiniert Rafael Cortés die Traditionen des Flamenco mit modernen Elementen, wobei insbesondere der spanische Gitarrist Paco de Lucía einen großen Einfluss ausübte.
Bei seinen eigenen Studio-Aufnahmen oder durch die Mitwirkung an Projekten anderer Musiker arbeitete er mit bekannten Künstlern der spanischen Flamenco- und Jazzszene zusammen, darunter der Sänger Diego el Cigala, der Tänzer Javier Barón und der Bassist Carles Benavent.

## Rezeption
Bei der Verleihung des Goldenen Schlitzohrs im Jahr 2017 durfte Rafael Cortés mit seinem Sohn auftreten. Der Moderator stellte ihn dabei mit den Worten „Man kann nach diesem Mann nicht auf die Bühne gehen“ vor.

## Diskografie

### Studioalben
- 1999: Eclipse de luna
- 2000: Gitanos del agua
- 2007: Alcaicería
- 2010: Parando el tiempo
- 2014: Cagiñí
- 2015: Blanco y negro
- 2016: My Favorite Songs
- 2020: Así lo siento
- 2022: Mi primera guitarra
- 2023: Espada de fuego